# Coupe d'Afrique des nations de football 1963
Navigation
Éthiopie 1962 Tunisie 1965
La coupe d'Afrique des nations de football 1963 est une compétition de football qui se déroule au Ghana. 
L'engouement pour la compétition et le nombre croissant d'équipes engagées fait évoluer le nombre de participants à la phase finale, qui passe de quatre à six équipes. Deux d'entre elles sont qualifiées d'office : il s'agit du Ghana, pays organisateur et de l'Éthiopie, vainqueur de l'édition précédente. Ainsi, un premier tour, avec deux poules de trois équipes est mis en place, puis la finale (pour les premiers de chaque poule) et le match pour la troisième place, pour les deuxièmes.
C'est le pays hôte, le Ghana, qui remporte le trophée après avoir battu le Soudan lors de la finale à Accra sur le score de trois buts à zéro. C'est le premier titre de champion d'Afrique pour le Ghana, qui participe là à son premier tournoi continental, tout comme les Super Eagles du Nigeria. Les Soudanais perdent une deuxième fois en finale, après celle de 1959. Le tenant du titre éthiopien ne termine qu'à la quatrième place, lourdement battu par les Pharaons égyptiens. C'est la quatrième fois en quatre éditions que les deux nations se rencontrent.

## Tournoi final
Participants
| Pays                  | Qualification     | Participations         |
| --------------------- | ----------------- | ---------------------- |
| Ghana                 | Pays organisateur | Première participation |
| Éthiopie              | Tenant du titre   | 3 (1957, 1959, 1962)   |
| République arabe unie | Tour préliminaire | 3 (1957, 1959, 1962)   |
| Nigeria               | Tour préliminaire | Première participation |
| Tunisie               | Tour préliminaire | 1 (1962)               |
| Soudan                | Tour préliminaire | 2 (1957, 1959)         |

### Premier tour

#### Groupe A
| Rang | Équipe    | Pts | J | G | N | P | Bp | Bc | Diff |
| ---- | --------- | --- | - | - | - | - | -- | -- | ---- |
| 1    | Ghana     | 3   | 2 | 1 | 1 | 0 | 3  | 1  | +2   |
| 2    | ÉthiopieT | 2   | 2 | 1 | 0 | 1 | 4  | 4  | 0    |
| 3    | Tunisie   | 1   | 2 | 0 | 1 | 1 | 3  | 5  | -2   |

| 24 novembre 1963 | Ghana   | 1 - 1 | Tunisie    | Accra Sports Stadium, Accra |  |
|                  | Mfum 9e |       | 36e Jedidi |                             |  |

| 26 novembre 1963 | Ghana          | 2 - 0 | Éthiopie | Accra Sports Stadium, Accra |
|                  | Acquah 17e 28e |       |          |                             |

| 28 novembre 1963 | Éthiopie                               | 4 - 2 | Tunisie                  | Accra Sports Stadium, Accra |  |
|                  | Tekle 8e · Tesfaye 27e · Worku 78e 83e |       | 15e Chetali · 67e Jedidi |                             |  |

#### Groupe B
| Rang | Équipe                | Pts | J | G | N | P | Bp | Bc | Diff |
| ---- | --------------------- | --- | - | - | - | - | -- | -- | ---- |
| 1    | Soudan                | 3   | 2 | 1 | 1 | 0 | 6  | 2  | +4   |
| 2    | République arabe unie | 3   | 2 | 1 | 1 | 0 | 8  | 5  | +3   |
| 3    | Nigeria               | 0   | 2 | 0 | 0 | 2 | 3  | 10 | -7   |

| 24 novembre 1963 | République arabe unie                    | 6 - 3 | Nigeria                           | Baba Yara Stadium, Kumasi |  |
|                  | Al Shazly 42e 44e 81e 87e · Riza 30e 32e |       | 78e Okepe · 82e Bassey · 89e Onya |                           |  |

| 26 novembre 1963 | Soudan         | 2 - 2 | République arabe unie  | Baba Yara Stadium, Kumasi |  |
|                  | Djaksa 60e 75e |       | 5e Al Shazly · 7e Riza |                           |  |

| 28 novembre 1963 | Soudan                                      | 4 - 0 | Nigeria | Baba Yara Stadium, Kumasi |
|                  | Djaksa 6e 9e · El-Kawarti 56e · Jakdoul 79e |       |         |                           |

### Match pour la troisième place
| 30 novembre 1963 | République arabe unie                 | 3 - 0 | Éthiopie | Accra Sports Stadium, Accra |
| | Reyadh 18e · Taha 50e · Al Shazly 54e |       |          |                             |
| Khorshid - Darwish, El Tabbakh, El Esnawi, El Fanageely - El Sherbini, Reda - Taha Ismail, Al Shazly, Mahmoud Hassan, Reyadh | Équipes                               |       |          |                             |

### Finale
| Entraîneur : |
| Gyamfi       |

| Entraîneur : |
| Gyamfi       |

### Résumé par équipe
| Équipe                | Matchs | Victoires | Nuls | Défaites | BP | BC | Diff. | Progression  |
| --------------------- | ------ | --------- | ---- | -------- | -- | -- | ----- | ------------ |
| Ghana                 | 3      | 2         | 1    | 0        | 6  | 1  | +5    | Vainqueur    |
| Soudan                | 3      | 1         | 1    | 1        | 6  | 5  | +1    | Finaliste    |
| République arabe unie | 3      | 2         | 1    | 0        | 11 | 5  | +6    | Troisième    |
| Éthiopie              | 3      | 1         | 0    | 2        | 4  | 7  | -3    | Quatrième    |
| Tunisie               | 2      | 0         | 1    | 1        | 3  | 5  | -2    | Premier tour |
| Nigeria               | 2      | 0         | 0    | 2        | 3  | 10 | -7    | Premier tour |

## Équipe type de la compétition
| Gardien | Défenseurs | Milieux | Attaquants | Sélectionneur       |
| ------- | ---------- | ------- | ---------- | ------------------- |
|         |            |         |            | Charles Kumi Gyamfi |

## Meilleurs buteurs
- Hassan Al Shazly - 6 buts
- Djaksa - 4 buts
- Mfum - 3 buts